# Serie A (Italia) 1958-59
La Serie A 1958–59 fue la 57.ª edición del campeonato de fútbol de más alto nivel en Italia y la 27ª bajo el formato de grupo único. Milan ganó su séptimo scudetto.

## Equipos participantes
| Equipo         | Ciudad      | Estadio                |
| -------------- | ----------- | ---------------------- |
| Alessandria    | Alessandria | Comunale (Alessandria) |
| Bari           | Bari        | Della Vittoria         |
| Bologna        | Bolonia     | Comunale (Bolonia)     |
| Fiorentina     | Florencia   | Comunale (Florencia)   |
| Genoa          | Génova      | Luigi Ferraris         |
| Internazionale | Milán       | San Siro               |
| Juventus       | Turín       | Comunale (Turín)       |
| Lazio          | Roma        | Olímpico de Roma       |
| Milan          | Milán       | San Siro               |
| Napoli         | Nápoles     | San Paolo              |
| Padova         | Padua       | Silvio Appiani         |
| Roma           | Roma        | Olímpico de Roma       |
| S.P.A.L.       | Ferrara     | Comunale (Ferrara)     |
| Sampdoria      | Génova      | Luigi Ferraris         |
| Torino         | Turín       | Comunale (Turín)       |
| Triestina      | Trieste     | Comunale (Trieste)     |
| Udinese        | Údine       | Moretti                |
| Vicenza        | Vicenza     | Romeo Menti            |

## Clasificación
| Pos. | Equipo         | Pts. | PJ | G  | E  | P  | GF | GC | Dif. | Clasificación                                |
| ---- | -------------- | ---- | -- | -- | -- | -- | -- | -- | ---- | -------------------------------------------- |
| 1    | Milan (C)      | 52   | 34 | 20 | 12 | 2  | 84 | 32 | +52  | Clasificado a la Copa de Campeones de Europa |
| 2    | Fiorentina     | 49   | 34 | 20 | 9  | 5  | 95 | 35 | +60  |                                              |
| 3    | Internazionale | 46   | 34 | 20 | 6  | 8  | 77 | 41 | +36  | Clasificado a la Copa de Ferias              |
| 4    | Juventus       | 42   | 34 | 16 | 10 | 8  | 74 | 51 | +23  |                                              |
| 5    | Sampdoria      | 38   | 34 | 15 | 8  | 11 | 50 | 44 | +6   |                                              |
| 6    | Roma           | 35   | 34 | 12 | 11 | 11 | 57 | 41 | +16  | Clasificado a la Copa de Ferias              |
| 7    | Vicenza        | 34   | 34 | 13 | 8  | 13 | 41 | 41 | 0    |                                              |
| 8    | Padova         | 34   | 34 | 13 | 8  | 13 | 50 | 52 | −2   |                                              |
| 9    | Napoli         | 34   | 34 | 9  | 16 | 9  | 39 | 50 | −11  |                                              |
| 10   | Bologna        | 31   | 34 | 10 | 11 | 13 | 47 | 53 | −6   |                                              |
| 11   | Bari           | 30   | 34 | 9  | 12 | 13 | 38 | 49 | −11  |                                              |
| 12   | Genoa          | 30   | 34 | 10 | 10 | 14 | 44 | 62 | −18  |                                              |
| 13   | Lazio          | 30   | 34 | 10 | 10 | 14 | 37 | 54 | −17  |                                              |
| 14   | Alessandria    | 28   | 34 | 8  | 12 | 14 | 33 | 57 | −24  |                                              |
| 15   | Udinese        | 27   | 34 | 8  | 11 | 15 | 32 | 59 | −27  |                                              |
| 16   | S.P.A.L.       | 26   | 34 | 8  | 10 | 16 | 29 | 48 | −19  |                                              |
| 17   | Triestina (D)  | 23   | 34 | 6  | 11 | 17 | 34 | 56 | −22  | Descenso a Serie B                           |
| 18   | Torino (D)     | 23   | 34 | 6  | 11 | 17 | 36 | 72 | −36  | Descenso a Serie B                           |

 Fuente: BDFutbol
Notas:
1. 1 2  Hasta la edición 1960-61 la participación de los equipos en la Copa de Ferias estaba determinada por el hecho de representar a una ciudad que organizara una feria internacional de muestras, por lo tanto los méritos deportivos no fueron tomados en cuenta para la clasificación de los clubes al torneo

|           |
| Campeón   |
| Milan     |
| 7º título |

## Resultados
| Local \ Visitante | ALE | BAR | BOL | FIO | GEN | INT | JUV | LAZ | MIL | NAP | PAD | ROM | SPA | SAM | TOR | TRI | UDI | VIC |
| ----------------- | --- | --- | --- | --- | --- | --- | --- | --- | --- | --- | --- | --- | --- | --- | --- | --- | --- | --- |
| Alessandria       | —   | 2–1 | 1–0 | 1–4 | 0–0 | 1–1 | 2–2 | 0–2 | 1–2 | 2–1 | 1–3 | 1–1 | 2–0 | 1–1 | 0–0 | 4–3 | 1–1 | 1–0 |
| Bari              | 1–0 | —   | 0–0 | 1–2 | 1–2 | 1–2 | 1–1 | 2–2 | 0–2 | 0–0 | 1–0 | 2–1 | 2–1 | 2–1 | 4–1 | 0–0 | 2–1 | 2–2 |
| Bologna           | 4–0 | 1–1 | —   | 0–4 | 2–1 | 2–2 | 4–1 | 1–1 | 1–1 | 1–1 | 2–0 | 1–0 | 3–2 | 1–2 | 0–0 | 0–2 | 2–0 | 1–0 |
| Fiorentina        | 7–1 | 4–0 | 6–3 | —   | 7–1 | 4–0 | 3–3 | 1–1 | 1–3 | 4–1 | 3–0 | 1–1 | 1–2 | 4–1 | 4–0 | 4–1 | 7–0 | 3–1 |
| Genoa             | 1–1 | 1–0 | 1–0 | 0–0 | —   | 4–2 | 0–1 | 0–0 | 0–2 | 3–3 | 2–1 | 2–2 | 0–3 | 0–0 | 3–0 | 1–1 | 1–0 | 0–1 |
| Internazionale    | 1–0 | 2–1 | 5–1 | 1–3 | 4–1 | —   | 1–3 | 4–0 | 1–0 | 1–1 | 3–0 | 3–2 | 8–0 | 5–1 | 1–0 | 1–0 | 5–0 | 2–0 |
| Juventus          | 2–2 | 2–2 | 2–2 | 3–2 | 4–3 | 3–2 | —   | 6–1 | 4–5 | 2–0 | 2–1 | 2–0 | 1–1 | 1–0 | 4–3 | 4–0 | 3–0 | 2–3 |
| Lazio             | 0–2 | 3–2 | 2–1 | 0–0 | 2–4 | 1–2 | 1–0 | —   | 0–0 | 0–0 | 1–1 | 1–3 | 4–0 | 1–0 | 2–0 | 3–1 | 1–1 | 0–1 |
| Milan             | 5–1 | 4–2 | 4–3 | 2–0 | 4–0 | 1–1 | 1–1 | 5–0 | —   | 6–1 | 4–1 | 4–1 | 0–0 | 4–1 | 5–1 | 2–0 | 7–0 | 0–0 |
| Napoli            | 0–0 | 1–2 | 4–2 | 2–3 | 2–2 | 1–0 | 0–0 | 1–1 | 0–1 | —   | 2–1 | 3–0 | 0–0 | 3–2 | 2–2 | 1–0 | 1–1 | 1–0 |
| Padova            | 0–0 | 0–0 | 1–0 | 1–1 | 4–2 | 2–0 | 1–4 | 3–1 | 0–1 | 0–0 | —   | 3–3 | 2–1 | 2–1 | 4–0 | 2–2 | 2–1 | 3–1 |
| Roma              | 0–2 | 3–1 | 0–1 | 0–0 | 5–0 | 2–2 | 3–0 | 3–0 | 1–1 | 8–0 | 1–1 | —   | 2–0 | 1–0 | 4–1 | 1–0 | 3–0 | 3–1 |
| S.P.A.L.          | 1–1 | 0–1 | 0–1 | 0–0 | 1–5 | 0–1 | 0–0 | 0–3 | 1–1 | 2–1 | 0–2 | 1–0 | —   | 1–2 | 3–0 | 4–0 | 0–1 | 0–0 |
| Sampdoria         | 3–1 | 3–0 | 2–1 | 1–1 | 2–1 | 2–4 | 3–2 | 1–2 | 0–0 | 0–0 | 3–0 | 0–0 | 1–1 | —   | 3–0 | 2–0 | 3–1 | 2–0 |
| Torino            | 6–1 | 2–2 | 2–2 | 0–6 | 0–0 | 0–5 | 3–2 | 1–0 | 3–3 | 1–2 | 3–1 | 2–2 | 1–0 | 1–2 | —   | 1–0 | 0–1 | 1–1 |
| Triestina         | 2–0 | 0–0 | 3–2 | 1–3 | 2–1 | 1–1 | 0–3 | 3–0 | 2–2 | 0–0 | 2–4 | 1–0 | 0–1 | 1–2 | 1–1 | —   | 1–1 | 0–0 |
| Udinese           | 1–0 | 3–1 | 1–1 | 2–0 | 4–0 | 1–3 | 0–4 | 4–1 | 2–2 | 1–1 | 1–2 | 0–0 | 1–2 | 1–1 | 0–0 | 0–0 | —   | 1–0 |
| Vicenza           | 1–0 | 0–0 | 1–1 | 1–2 | 1–2 | 2–1 | 1–0 | 1–0 | 2–0 | 2–3 | 3–2 | 4–1 | 1–1 | 1–2 | 2–0 | 5–4 | 2–0 | —   |